# René Montaigu
René Magnon de Montaigu (født 1661 i Frankrig, død 14. februar 1737 i København) var en fransk skuespiller og dansk teaterdirektør. Han anses sammen med Ludvig Holberg som grundlæggeren af dansk teater.
Montaigu blev 1686 knyttet til Christian 5.'s franske hoftrup, og da denne opløstes 1694, forblev han i den danske hovedstad, dels som sekretær hos statsmanden Løvenørn (Poul Vendelbo Løvenørn?), dels som sproglærer ved Landkadetakademiet, samtidig med at han 1701—21 ledede Frederik 4.s franske hoftrup. Da truppen blev afskediget, ansøgte Montaigu i juli 1722 om at måtte "indrette en Komedie i det danske Sprog". Holberg havde givet Montaigu den anbefaling, "at han i grund havde udstuderet Teatret". Ansøgningen blev bevilliget, og den 23. september 1722 åbnede Montaigu sit teater Lille Grønnegadeteatret i Lille Grønnegade, den nuværende Ny Adelgade. På premieren spillede teatret Molières Gnieren. Opførelsen var første gang en komedie blev opført på dansk på et teater. Holbergs komedier blev opført på Montaigus teater.
Montaigu var en dygtig skuespiller men han viste sig kun en enkelt gang på den danske scene, da han manglede den nødvendige færdighed i sproget, men han forstod, vidner Holberg, at »danne gode Acteurs«; sandsynligvis var han personlig elev af Molière. Teatret var ikke nogen kommerciel succes og han måtte kort før Københavns brand i 1728 lukke sit teater. Montaigu er beskrevet som en intelligent, dannet mand, lejlighedspoet i tidens smag, men hans bidrag til etablering af en dansk teater scene var ingen succes, og han døde fattig.

## Marie Magdalene de Montaigu
Montaigus hustru, Marie Magdalene de Montaigu, født la Croix, var en dansk skuespiller, døbt 20. oktober 1692 i København, begravet samme sted 14. april 1736; hun tilhørte en fransk familie og var først medlem af Frederik 4.'s franske hoftrup, men sluttede sig 1722 til den danske skuespillerbande i Lille Grønnegade, hvor hun blev den første, der fremstillede Holbergs Geske og Pernille; mesteren kaldte hendes spil som Lucretia i Den Vægelsindede et mesterstykke af skuespilkunst.